# Marpingen
Marpingen és un municipi del districte de Sankt Wendel a l'estat federat alemany de Saarland. Està situat aproximadament a 8 km al ost de Sankt Wendel, i a 25 km al nord de Saarbrücken.
El 1876, en el moment àlgid de la Kulturkampf, es va anunciar que hi havia hagut una aparició de la Mare de Déu. Això va comportar un gran conflicte entre el govern prussià i els creients que s'havien reunit a Marpingen.

## Nuclis
- Alsweiler
- Berschweiler
- Marpingen
- Urexweiler